# Usulutan
Usulutan (en castellà Usulután) és la capital administrativa del departament d'Usulutan (El Salvador) i la seva ciutat més gran.
Situada a 90 metres sobre el nivell del mar, té una població estimada de 45.000 persones (2005) i una extensió de 139,75 km². Fou afectada durament pels terratrèmols de gener i febrer del 2001 i per l'huracà Mitch (1998). Va ser fundada pels lenques i més tard conquistada pels pipils i els espanyols. El seu nom prové del lenca Uxulvotan.